# 大阪北生活協同組合
大阪北生活協同組合（おおさかきたせいかつきょうどうくみあい）は、かつて存在した生活協同組合。大阪府豊中市に本部をおき、大阪府内で最も歴史のある地域生協であった。
店舗は大阪北摂地区を中心に、淀川から北の地域で展開していた。

## 概要
2009年時点でのデータ。
- 本部：大阪府豊中市岡町北1丁目2番17号
- 設立：1950年
- 組合員数：220,000人
- 出資金：55億円
- 職員数：1,060人
- 組合長理事：安富　巌

## 歴史
- 1950年、大阪北生協の前身「豊中睦生協」が誕生。
- 2000年、創立50周年を迎える。
- 2011年4月1日、姉妹生協の生活協同組合コープこうべと合併・解散。コープこうべ大阪北地区となる。

## 合併時点での店舗
コープ
- 豊中市（3店舗）
  - コープ桜塚（2008年11月23日リニューアルオープン）
  - コープ東豊中
  - コープ蛍池
- 箕面市（2店舗）
  - コープ箕面
  - コープ箕面中央
- 吹田市（1店舗）
  - コープ吹田
- 茨木市（2店舗）
  - コープ茨木白川
  - コープ茨木藤の里
- 豊能町（1店舗）
  - コープ新光風台
- 島本町（1店舗）
  - コープ島本

コープミニ
- 豊中市（4店舗）
  - コープミニ泉丘
  - コープミニ西緑丘
  - コープミニ桜の町
  - コープミニ城山
- 箕面市（1店舗）
  - コープミニルミナス箕面
- 池田市（3店舗）
  - コープミニ井口堂
  - コープミニ上池田
  - コープミニ伏尾台
- 吹田市（1店舗）
  - コープミニ山田
- 高槻市（1店舗）
  - コープミニ氷室

## その他
- 以前よりコープこうべと業務提携をしており、プライベートブランドのコープス商品も販売していた。